# گریگورویچ آی‌پی-۱
گریگورویچ آی‌پی-۱ (به انگلیسی: Grigorovich_IP-1) یک هواگرد ملخ‌پیشین تک‌موتوره از نوع جنگنده ساخت شرکت GrigorovichGAS № ۱۳۵ است. هواگرد گریگورویچ آی‌پی-۱ نخستین پروازش را در ۱۹۳۵ میلادی انجام داد. این هواگرد در سال ۱۹۳۶ میلادی رسماً معرفی گردید. در مجموع، تعداد ۹۰ فروند از این هواگرد ساخته شده‌است.
طراح این هواگرد، Grigorovich DP بود.